# Vittorio Candussi-Giardo
Vittorio Candussi-Giardo (22. června 1864 Rovinj – 22. listopadu 1932 Rovinj), byl rakouský politik italské národnosti z Istrie, na počátku 20. století poslanec Říšské rady.

## Biografie
Pocházel ze starobylé italské rodiny Candussi z istrijské Rovinje, kde vlastnila mlýn. Později rozšířili příjmení na Candussi-Giardo. Giorgio Candussi-Giardo (1863–1906) byl starostou města. Vittorio byl době svého působení v parlamentu uváděn jako obchodník a statkář v Rovinji.
Působil coby poslanec Říšské rady (celostátního parlamentu Předlitavska), kam usedl ve volbách do Říšské rady roku 1911, konaných podle všeobecného a rovného volebního práva. Byl zvolen za obvod Istrie 02. Ztratil mandát 25. září 1917 na základě dlouhodobé absence.
V roce 1911 byl uváděn jako italský liberál. Po volbách roku 1911 byl na Říšské radě členem poslaneckého Klubu liberálních Italů.
Za první světové války odešel do exilu do Itálie.